# Carpe Diem (dal)
A Carpe Diem (magyarul: Élj a mának!) a szlovén Joker Out együttes dala, mellyel Szlovéniát képviselték a 2023-as Eurovíziós Dalfesztiválon Liverpoolban. A dal belső kiválasztás során nyerte el a dalversenyen való indulás jogát.

## Eurovíziós Dalfesztivál
2022. december 8-án a Radiotelevizija Slovenija (RTVSLO) bejelentette, hogy az együttes képviseli Szlovéniát az Eurovíziós Dalfesztiválon, ezzel harmadjára nem rendezve nemzeti válogatót az ország Eurovíziós történetében. Versenydalukat 2023. február 4-én az RTVSLO egy erre az alkalomra megrendezett dalbemutató műsorában mutatták be.
A dalfesztivál előtt Barcelonában, Varsóban, Tel-Avivban, Madridban, Amszterdamban és Londonban eurovíziós rendezvényeken népszerűsítették versenydalukat.
A dalt először a május 11-én rendezett második elődöntőben fellépési sorrendben tizedikként adta elő a Lengyelországot képviselő Blanka Solo című dala után és a Grúziát képviselő Iru Echo című dala előtt. Az elődöntőből ötödik helyezettként sikeresen továbbjutottak a május 13-i döntőbe, ahol fellépési sorrendben huszonnegyedikként léptek fel, az Izraelt képviselő Noa Kirel Unicorn című dala után és a Horvátországot képviselő Let 3 Mama ŠČ! című dala előtt. Érdekesség, hogy Szlovénia 2019 óta először kvalifikálta magát a döntőbe. A zsűri szavazáson a tizenkilencedik helyen végeztek 33 ponttal (Szerbiától maximális pontot kaptak), míg a nézői szavazáson a tizenhetedik helyen végeztek 45 ponttal (Horvátországtól maximális pontot kaptak), így összesítésben 78 ponttal a verseny huszonegyedik helyezettjei lettek.
A következő szlovén induló Raiven Veronika című dala volt a 2024-es Eurovíziós Dalfesztiválon.

### Kapott pontok
Második elődöntő
| Szavazat | Össz | Szavazó országok | Szavazó országok | Szavazó országok | Szavazó országok | Szavazó országok | Szavazó országok | Szavazó országok | Szavazó országok | Szavazó országok | Szavazó országok | Szavazó országok | Szavazó országok | Szavazó országok | Szavazó országok | Szavazó országok | Szavazó országok   | Szavazó országok | Szavazó országok | Szavazó országok    |
| Szavazat | Össz | Dánia            | Örményország     | Románia          | Észtország       | Belgium          | Ciprus           | Izland           | Görögország      | Lengyelország    | Grúzia           | San Marino       | Ausztria         | Albánia          | Litvánia         | Ausztrália       | Egyesült Királyság | Spanyolország    | Ukrajna          | A Világ többi része |
| -------- | ---- | ---------------- | ---------------- | ---------------- | ---------------- | ---------------- | ---------------- | ---------------- | ---------------- | ---------------- | ---------------- | ---------------- | ---------------- | ---------------- | ---------------- | ---------------- | ------------------ | ---------------- | ---------------- | ------------------- |
| Nézők    | 103  | 2                | 5                | 12               | 7                | 3                | 2                | 1                | 2                | 12               | 1                |                  | 10               | 4                | 7                | 8                | 3                  | 12               | 6                | 6                   |

Döntő
| Zsűri | 33 | 3 |  |   |  |  |  |  |  |   | 6 |  |   |  |  |  | 5  |   |  |   |   |  | 12 |  |  |  |   |  |  |  |  |  | 6 |  |   |  | 1 |  |
| Nézők | 45 |   |  | 2 |  |  |  |  |  | 5 |   |  | 7 |  |  |  | 12 | 1 |  | 2 | 2 |  | 8  |  |  |  | 1 |  |  |  |  |  | 3 |  | 2 |  |   |  |

## Galéria

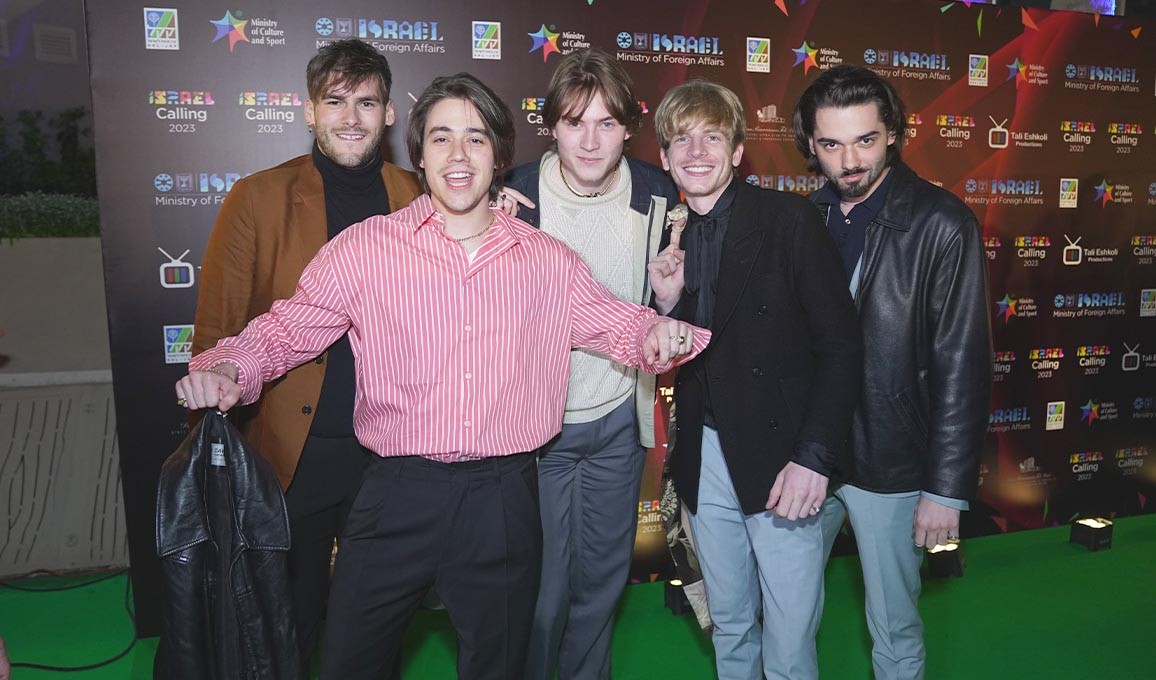
Az izraeli eurovíziós partin
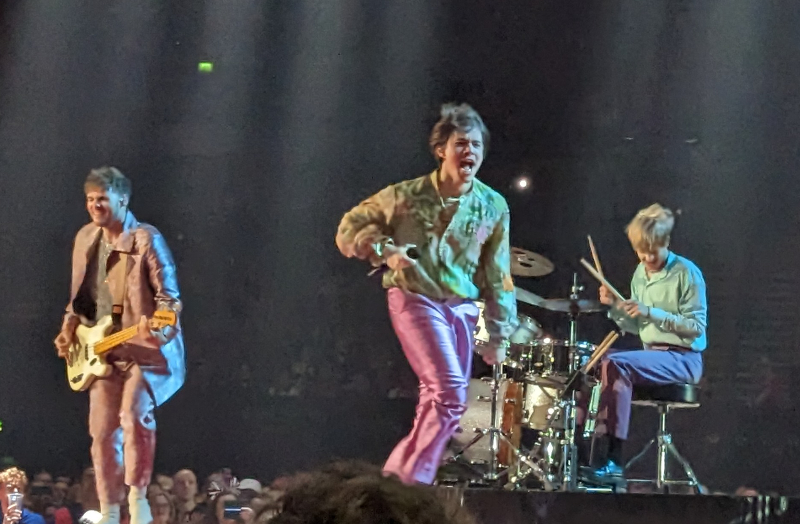
Az elődöntőben
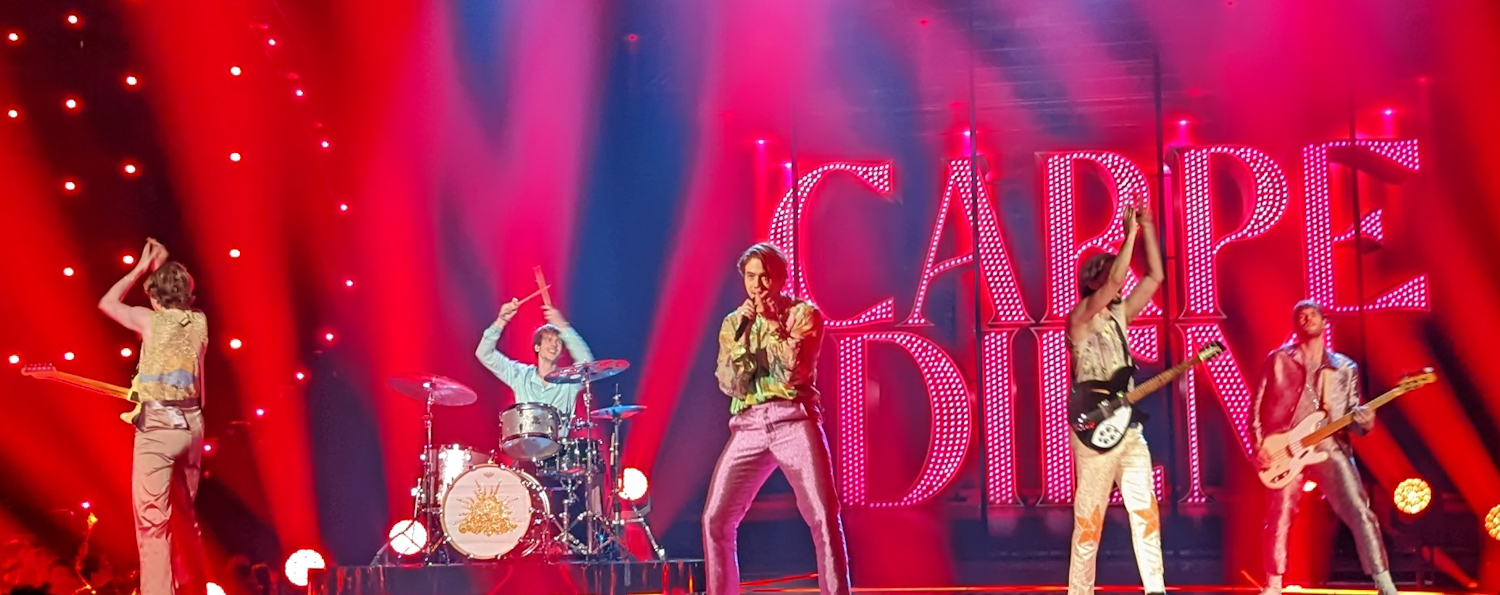
A döntőben